# Ibéris toujours vert
Iberis sempervirens
Espèce
Classification phylogénétique
L'ibéris toujours vert (Iberis sempervirens L.) est une espèce de plantes à fleurs de la famille des Brassicacées. C'est une plante vivace cultivée dans les jardins comme plante ornementale sous le nom de corbeille d'argent vivace.
Autres noms vernaculaires : ibéris sempervirent, corbeille d'argent, thlaspi toujours vert, thlaspi de Candie.

## Description
Plante de petite taille (environ 20 à 30 cm de haut), à tiges ligneuses, tortueuses, couchées.
Feuilles persistantes, allongées, linéaires, de couleur vert sombre. Fleurs blanc pur en grappes serrées, floraison de la fin du printemps au milieu de l'été.

## Distribution
Espèce spontanée dans les régions situées autour de la Méditerranée : (Afrique du Nord, Syrie, Turquie, Albanie, Grèce, y compris la Crète, Italie, Espagne, France et ex-Yougoslavie).
Elle est largement cultivée dans tous les continents.

## Culture
Cette plante jouit d'une faveur toute particulière car elle est peu délicate.
Préfère une exposition bien ensoleillée.
Multiplication par semis ou par division des touffes.
Il est conseillé de rabattre les touffes après la floraison.

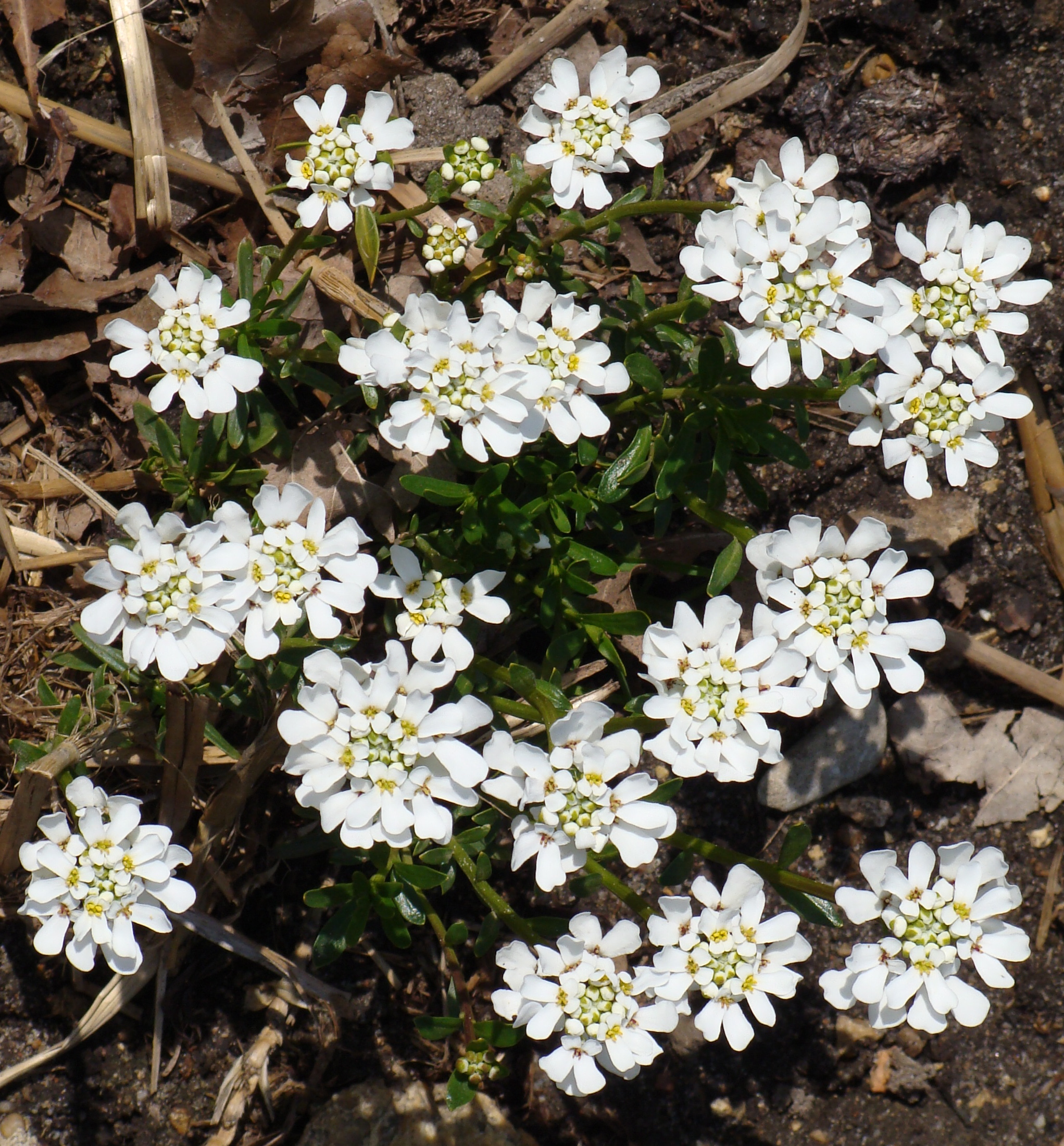
Jeune plant d' Iberis sempervirens
au Parc floral de Paris, au printemps 2010.

## Utilisation
Elle est utilisée en massif ; il s'agit d'une PAM vivace.

Elle est également utilisée en fleur coupée.